# Cooperació policíaca i judicial en matèria penal
Cooperació policíaca i judicial en matèria penal (PJC) és el tercer dels tres pilars establerts pel Tractat de Maastricht l'any 1992, tractat pel qual es va crear la Unió Europea (UE), i es basa en la cooperació policial i judicial en la lluita contra la criminalitat.

## Responsabilitats
El Tractat de Maastricht va establir que, en la recerca dels objectius comunitaris de la Unió, i en particular amb la llibertat de circulació, els Estats membres havien de tenir les següents àrees d'interès comú: 
1. Asil
2. Normes relatives a l'entrada de les fronteres exteriors
3. Les polítiques d'immigració i les polítiques relatives als ciutadans de tercers països: 
  - Les condicions d'entrada i circulació dels ciutadans estrangers en el territori de la Unió
  - Les condicions de residència dels ciutadans estrangers en el territori dels Estats membres, integrada per les famílies i l'accés a l'ocupació
  - Lluita contra la immigració irregular, així com la residència i el treball dels estrangers en el territori de la Unió
4. La lluita contra les drogues il·lícites que no està coberta pels punts 7), 8) i 9)
5. Lluita contra el frau internacional que no està coberta pels punts 7), 8) i 9)
6. La cooperació judicial en matèria civil
7. La cooperació judicial en matèria penal
8. Cooperació duanera
9. Cooperació de la Policia per a la prevenció i la lluita contra el terrorisme, comerç de drogues i altres formes greus de delinqüència internacional, que comprèn, si és necessari, alguns aspectes de la cooperació duanera.

## Organismes
D'aquests punts en sorgiren tres organismes que formen part de la Unió Europea:
- Europol
- Eurojust
- Escola Europea de Policia (CEPOL)

## G6
El G6 són el sis majors Estats membres de la Unió Europea (Alemanya, França, Itàlia, Espanya, Polònia i, fins a l'any 2020, el Regne Unit) que, en virtut de la votació per majoria qualificada, manté el bloc més gran de vots en aquesta àrea. Com que les competències són en gran part intergovernamentals hi ha poca mediació supranacional per part de la Comissió Europea, que permet als sis estats tenir un alt grau de control en el Consell.

## Història
Anomenat inicialment pel Tractat de Maastricht "Justícia i Afers Interiors", el tercer pilar adaptà el nom actual mitjançant la signatura del Tractat d'Amsterdam l'any 1997. Així mateix, per aquest tractat la Unió Europea aconseguí la transferència de les matèries d'immigració, visats i asil polític, que juntament amb la cooperació judicial, cooperació duanera i la cooperació en la lliure circulació i seguretat personal ja adquirits abans del Tractat de Maastricht conformen el tercer pilar intergovernamental de la UE.
A partir de l'any 1992 "Justícia i Afers Interiors" té la missió de reforçar les mesures adoptades pels Estats membres al mateix temps que permet un enfocament més coherent d'aquestes accions, oferint noves eines per a la coordinació de les accions a desenvolupar.

### Futur
La possible ratificació del Tractat de reforma institucional de la Unió Europea de 2007 comporta l'anul·lació del sistema de pilars en la Unió Europea, passant a tenir un sistema de responsabilitats combinades a partir d'un mateix nucli de poder.